# The Free Press Journal
The Free Press Journal est un quotidien indien de langue anglaise créé en 1928 par Swaminathan Sadanand, qui en a également été le premier rédacteur en chef. D'abord produit pour compléter une agence de presse, la Free Press of India, il était un partisan du mouvement pour l'indépendance de l'Inde. Il est publié à Mumbai, en Inde.

## Histoire
Le rédacteur fondateur était Swaminathan Sadanand. Le quotidien a été fondé en 1928 pour soutenir Free Press of India, une agence de presse qui diffusait des informations «nationalistes» à ses abonnés. Dans le contexte colonial, Colaco le décrit comme "un journal indépendant soutenant des causes nationalistes". Il cite Lakshmi[Qui ?] en disant que "la presse nationaliste marchait avec les combattants de la liberté". Il a joué un rôle important dans la mobilisation d'une opinion publique favorable au cours du mouvement d'indépendance.

## Anciens employés notables
Parmi ses fondateurs se trouvait Staline Srinivasan qui a fondé Manikkodi en 1932. Bal Thackeray a travaillé comme dessinateur pour le journal jusqu'à ce qu'il soit démis de ses fonctions. Thackeray a ensuite fondé Marmik . Selon Atkins, il a été licencié  "après une dispute politique concernant les attaques de Thackeray contre l'immigration du sud de l'Inde à Bombay". Le célèbre dessinateur R. K. Laxman a rejointThe Free Press Journal à l'âge de vingt ans. Il était le collègue de Thackeray. Après trois ans de travail, son propriétaire lui a demandé de ne pas se moquer des communistes. Laxman a quitté le journal et a rejoint The Times of India.

## Soutien aux médecins juifs réfugiés
Il soutenait les droits de pratique des médecins juifs qui s'étaient réfugiés à Mumbai pour fuir la persécution en Allemagne, dans les années 1930. Les médecins indiens se sont opposés à leur droit d'exercer en faisant valoir que l'Allemagne n'avait pas de dispositions réciproques pour les médecins indiens. The Free Press Journal a fait valoir que cela allait à l'encontre des «anciennes traditions indiennes consistant à offrir un refuge contre les persécutions».

## Chroniqueurs
- Seema Mustafa : Seema Mustafa est rédactrice résidente pour The Sunday Guardian . Elle écrit une chronique "Frankly Speaking Seema Mustafa".